# Marco Polo et la Route de la Soie
Marco Polo et la Route de la Soie est une monographie illustrée sur l'histoire de la route de la soie, écrite par le sinologue français Jean-Pierre Drège, et parue chez Gallimard en 1989. Cet ouvrage est le 53e titre dans la collection « Découvertes Gallimard ».

## Introduction et résumé

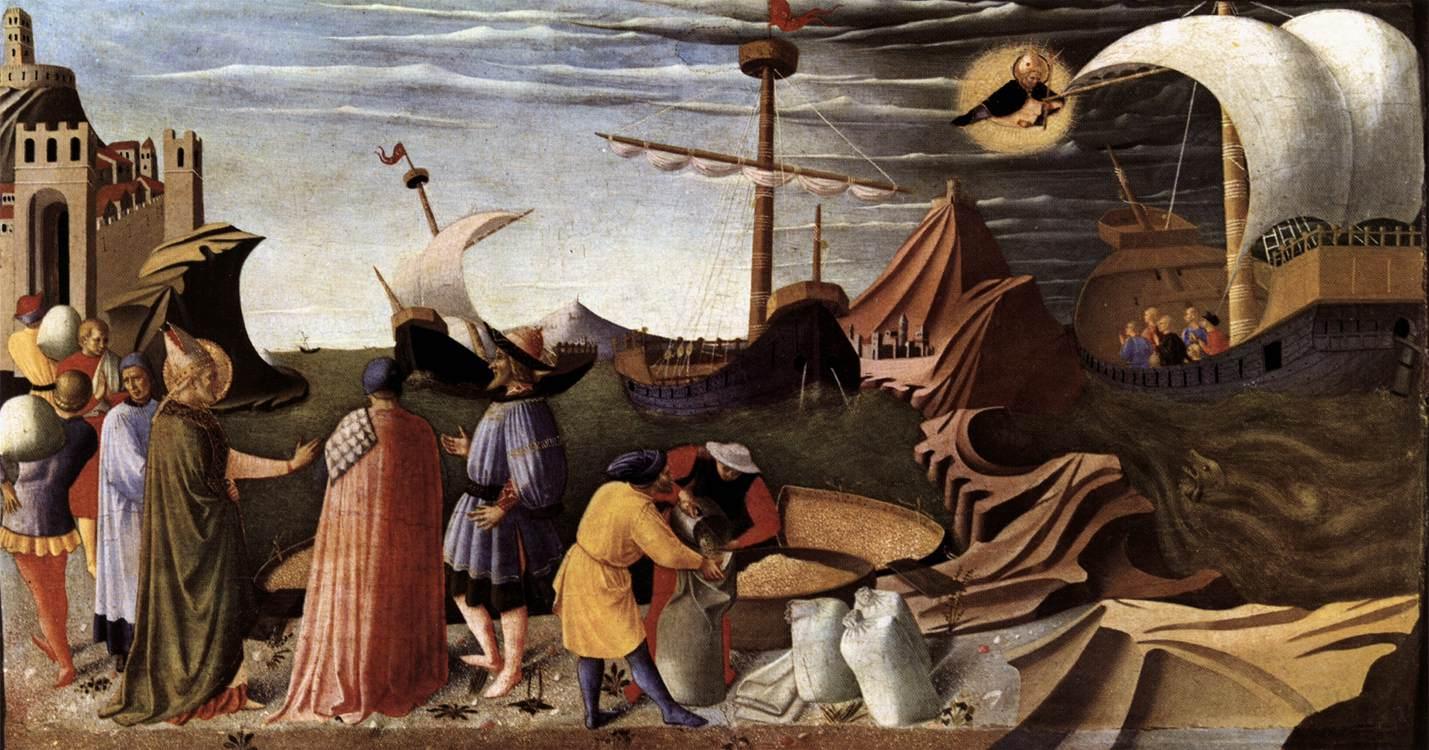
Saint Nicolas sauve le navire, panneau du Polittico Guidalotti, présenté sur la quatrième de couverture.

La route de la soie reliant l'Europe à l'Extrême-Orient a toujours été mystérieuse. Entre l'Europe et l'Extrême-Orient s'étendent les steppes et les montagnes d'Asie centrale. Marco Polo a rendu possible la route vers l'Extrême-Orient et le livre décrit à quoi ressemble cette route.
Le chapitre I traite de l'histoire ancienne, du Ier siècle av. J.-C. au IIe siècle apr. J.-C., une époque des ambassadeurs. Le chapitre II traite des aspects religieux, de l'Antiquité tardive jusqu'au IXe siècle environ. Il parle des pèlerins, de la diffusion du bouddhisme, du zoroastrisme, du manichéisme et du christianisme nestorien le long de la route de la soie. Le chapitre III traite de l'économie et des commerces entre l'Occident et l'Orient au Moyen Âge. Le chapitre IV traite du voyage de Marco Polo. Le chapitre V traite des missions catholiques en Orient après l'époque de Marco Polo. Le chapitre VI raconte les navigations vers l'Est pendant et après l'âge des découvertes.
Le livre est copieusement illustré, comprenant des images rares telles qu'une statue chinoise de Marco Polo dans le rôle d'Arhat.

## Accueil
Le site Babelio confère au livre une note moyenne de 3,43 sur 5, sur la base de 14 notes. Sur le site Goodreads, le livre obtient une moyenne de 3,29/5 basée sur 7 notes, indiquant des « avis généralement positifs ».
Selon l'avis de l'historienne Françoise Aubin dans la revue Études chinoises : « La sobriété dans l'expression et une exactitude minutieuse dans les noms et les dates n'ôtent rien à l'attrait d'un sujet que le grand public se voit d'ordinaire servir à coups d'hyperboles et d'approximations grossières. Clarté et précision de l'exposé, cartes, index, tout concourt à en faire, de surcroît, un bien utile instrument de travail. Les esprits tatillons ne trouveront à redire qu'aux deux pages du tableau chronologique final, où quelques fautes d'impression et des incohérences de transcription signalent des épreuves mal relues : il n'est pas de meilleur compliment à une telle somme de science qu'une critique aussi limitée ! »
Une critique de l'université de technologie de Chaoyang (en) de Taichung a donné un avis positif sur le livre : « Avec des textes intéressants et des illustrations fascinantes, la lecture du livre n'est jamais ennuyeuse. Le fil narratif de chaque chapitre est bien lié, ce qui aide le lecteur à relier divers événements historiques dans l'esprit. Au chapitre IV, une riche description consacrée à la vie de Marco Polo est un autre point fort de ce petit ouvrage. »

## Éditions internationales
| Titre                               | Traduction littérale                                                   | Langue               | Pays                         | Collection (numéro dans la collection)        | Éditeur                                                                 | Traducteur              | Année de première parution | ISBN                 |
| ----------------------------------- | ---------------------------------------------------------------------- | -------------------- | ---------------------------- | --------------------------------------------- | ----------------------------------------------------------------------- | ----------------------- | -------------------------- | -------------------- |
| Marco Polo et la Route de la Soie   | –                                                                      | Français de France   | France                       | Découvertes Gallimard (no 53)                 | Éditions Gallimard                                                      | –                       | 1989                       | (ISBN 9782070530762) |
| Marco Polo y la Ruta de la Seda     | « Marco Polo et la Route de la Soie »                                  | Espagnol d'Espagne   | Espagne                      | Aguilar Universal (no 31)                     | Aguilar, S. A. de Ediciones (es)                                        | Mari Pepa López Carmona | 1992                       | (ISBN 9788403601871) |
| Marco Polo y la ruta de la seda     | « Marco Polo et la route de la soie »                                  | Espagnol             | Espagne, Amérique hispanique | Biblioteca de bolsillo CLAVES (no 33)         | Ediciones B                                                             | Mari Pepa López Carmona | 2000                       | (ISBN 9788440695444) |
| Marco Polo e la via della seta      | « Marco Polo et la Route de la Soie »                                  | Italien              | Italie                       | Universale Electa/Gallimard (no 10)           | Electa/Gallimard                                                        | Ida Sassi               | 1992                       | (ISBN 9788844500115) |
| Marco Polo e a Rota da Seda         | « Marco Polo et la Route de la Soie »                                  | Portugais européen   | Portugal                     | Civilização/Círculo de Leitores (sans numéro) | Civilização Editora (avec la collaboration du Círculo de Leitores (pt)) | Aureliano Sampaio       | 1992                       | (ISBN 9789722610001) |
| Marco Polo e a Rota da Seda         | « Marco Polo et la Route de la Soie »                                  | Portugais brésilien  | Brésil                       | Descobertas (sans numéro)                     | Editora Objetiva (pt)                                                   | Ana Maria Roiter        | 2002                       | (ISBN 9788573023589) |
| Marco Polo und die Seidenstraße     | « Marco Polo et la Route de la Soie »                                  | Allemand             | Allemagne                    | Abenteuer Geschichte (no 30)                  | Ravensburger Buchverlag                                                 | Eva Sulzer              | 1992                       | (ISBN 9783473510306) |
| Marco Polo en de zijderoute         | « Marco Polo et la Route de la Soie »                                  | Néerlandais          | Pays-Bas                     | Fibula Pharos (sans numéro)                   | Fibula-Van Dishoek                                                      | Els van Zoest           | 1991                       | (ISBN 9789026964275) |
| Marco Polo en de zijderoute         | « Marco Polo et la Route de la Soie »                                  | Néerlandais          | Belgique                     | Standaard Ontdekkingen (sans numéro)          | Standaard Uitgeverij                                                    | Els van Zoest           | 1991                       | (ISBN 9789002190605) |
| Марко Поло и Шелковый путь          | « Marco Polo et la Route de la Soie »                                  | Russe                | Russie                       | Открытие (sans numéro)                        | AST (en)                                                                | Inconnu                 | 2006                       | (ISBN 9785170261512) |
| シルクロード 砂漠を越えた冒険者たち | « La Route de la Soie : aventuriers à travers le désert »              | Japonais             | Japon                        | 知の再発見 (no 12)                            | Sōgensha (ja)                                                           | Ryôko Yoshida           | 1992                       | (ISBN 9784422210629) |
| 絲綢之路：東方和西方的交流傳奇      | « La Route de la Soie : une légende d'échange entre l'Est et l'Ouest » | Chinois traditionnel | Taïwan                       | 發現之旅 (no 4)                               | China Times Publishing (zh)                                             | Yuetian Wu              | 1994                       | (ISBN 9789571309514) |
| 丝绸之路：东方和西方的交流传奇      | « La Route de la Soie : une légende d'échange entre l'Est et l'Ouest » | Chinois simplifié    | Chine                        | 发现之旅 (no 4)                               | Shanghai Bookstore Publishing House                                     | Yuetian Wu              | 1998                       | (ISBN 9787806224533) |
| 실크로드: 사막을 넘은 모험자들      | « La Route de la Soie : les aventuriers au-delà du désert »            | Coréen               | Corée du Sud                 | 시공 디스커버리 (no 4)                        | Sigongsa (en)                                                           | Eun-guk Lee             | 1995                       | (ISBN 9788972591665) |